# Nisreaval
Der Nisreaval, schottisch-gälisch: Nisreabhal, ist ein Hügel auf der schottischen Hebrideninsel Lewis and Harris.
Vor den Nord- und Westhängen des Nisreaval finden sich Belege für historische Weide- und Fernweidewirtschaft.

## Geographie
Der Nisreaval liegt in einer dünn besiedelten Region im Osten von Lewis, dem Nordteil der Doppelinsel Lewis and Harris. Die nächstgelegenen Ortschaften sind Leurbost einen Kilometer östlich sowie der vier Kilometer nordwestlich gelegene Weiler Achmore. Vor Flanken des Nisreaval liegen verschiedene kleine Seen, darunter der Loch Thobhta Bridein im Nordwesten, der Loch Nisreaval im Westen und der Loch Soval im Südosten. 1,5 Kilometer nordwestlich erhebt sich der 107 Meter hohe Oidraval. Vor seiner Ostflanke verläuft die A859, die von Stornoway bis Rodel an der Südspitze von Harris verläuft.